# Empangeni
Empangeni ist eine Stadt in der südafrikanischen Provinz KwaZulu-Natal. Sie liegt in der Gemeinde uMhlathuze im Distrikt King Cetshwayo. Empangeni befindet sich auf einer Höhe von 69 Metern über dem Meeresspiegel und hatte 2011 110.340 Einwohner.

## Persönlichkeiten
- Ian Vermaak (1933–2025), Tennisspieler
- Siyabonga Sangweni (* 1981), Fußballspieler